# Gälakvist

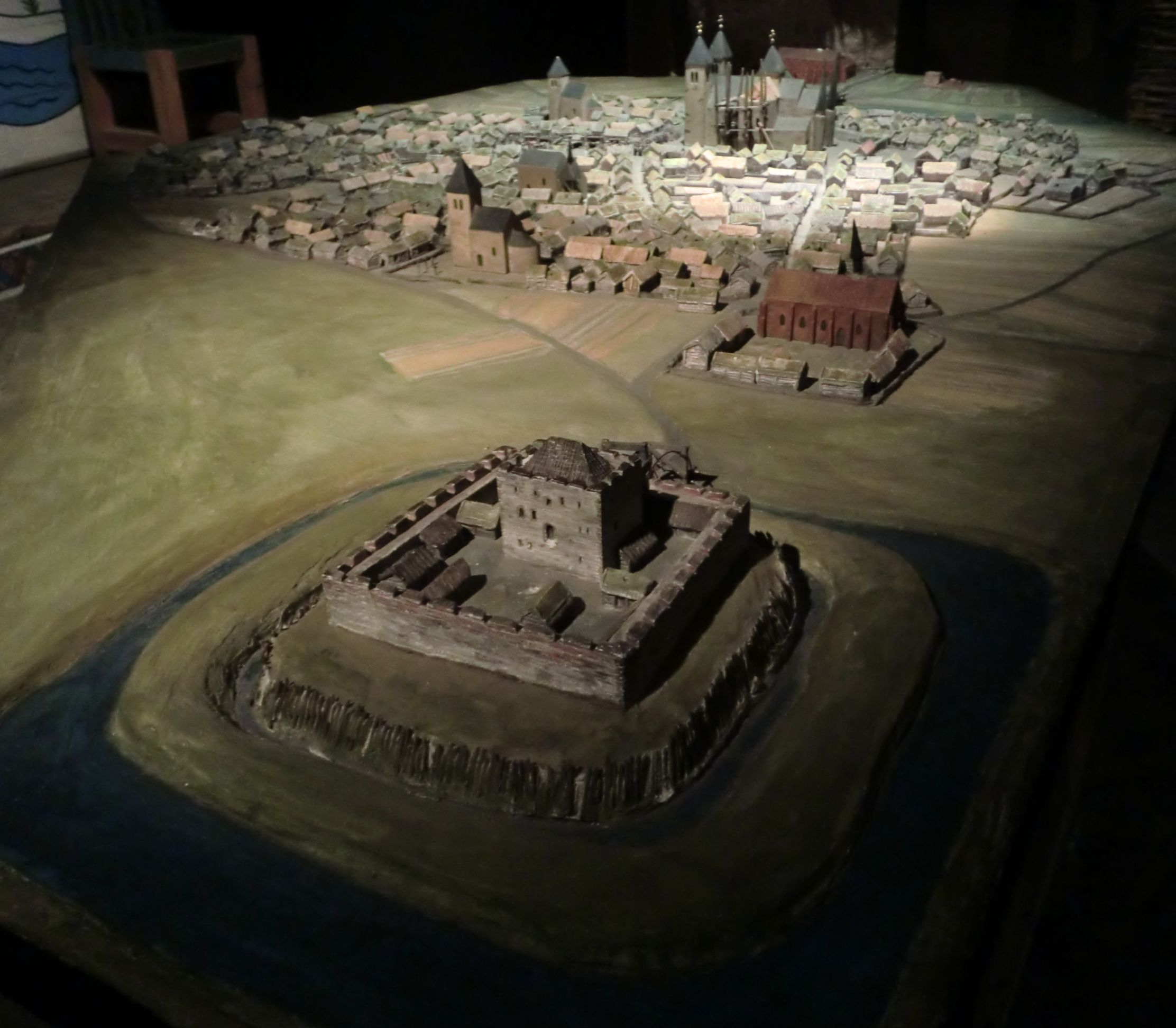
Modell från Västergötlands Museum av Skara på 1200-talet, med Gälakvist i förgrunden.

Gälakvist (även Gällkvist, Skara hus) var en medeltida borg uppförd någon gång på 1200-talet invid Skara, på en höjd söder om den centrala staden. Borgen låg i ett sankt område, och bäckar och vattendrag i närheten utgjorde en del av försvarsverken. Bäckarna bidrog också till att fylla borgens vallgravar med vatten.
Själva borgbyggnaden låg på en tio meter hög konstgjord kulle omgiven av dubbla vattengravar, och har av kvarlämningarna att döma varit en fyrkant med ca 67 meters sida. Denna borg tillhör alltså den typ av borg som kallas motteborg. Hela borgområdet hade en utsträckning på ca 200 x 200 meter, och inrymde lokaler för garnisonen men också kök, salsbyggnad samt ekonomibyggnader och förråd av olika slag.

## Historia
I Erikskrönikan från 1320-talet nämns borgen som skådeplats för några av de mest dramatiska scenerna i Filipssönernas resning mot svenske kung Magnus Ladulås 1278–1280. I krönikan kallas borgen för Skara Hwss. Borgen omtalas första gången år 1272 och 1273 då kung Valdemar Birgersson utfärdade brev på Gälakvist. Hösten 1277 brändes borgen av danske kung Erik Klipping, efter att han våren samma år blivit slagen vid Ettak.
År 1278 dödades den danske fogden riddar Ingemar till Gälakvist under folkungaupproret mot Magnus Ladulås av en grupp stormän ledda av Johan Filipsson, ägare till det ökända upprorsfästet Ymseborg. Dessutom togs kungens svärfar, greve Gerhard I av Holstein till fånga. Två år senare lurades dock Filipssönerna och de andra upprorsmännen till Gälakvist av kung Magnus under falska förespeglingar. Där fängslades de och fördes sedan till Stockholm där de avrättades 1280.
Gälakvist omnämnes sista gången 1317, då hertig Eriks gemål Ingeborg tog sin tillflykt till Skara hus. Det är dock möjligt att "Skara hus" (eller "Skara borg") kan vara det mer okända Nabbeborg som låg cirka fem kilometer norr om Skara.

## Ruinens historia
I mitten av 1500-talet fanns bara ruiner kvar, och borgkullen avröjdes för att förhindra att den användes som bas för en fientlig här. Från 1600-talet och framåt kallas platsen för Brobacka (kallas också Brobacka jarlapark på moderna stadskartor över Skara).
Idag finns tre stora vallar kvar av de ursprungligen fyra. Den norra vallen schaktades bort i samband med ett järnvägsbygge i slutet av 1800-talet. Idag finns tre gamla trähus på toppen av kullen innanför vallarna. I parken finns också lägre vallar utanför de högre med ett dike emellan som från början var den inre av vallgravarna.

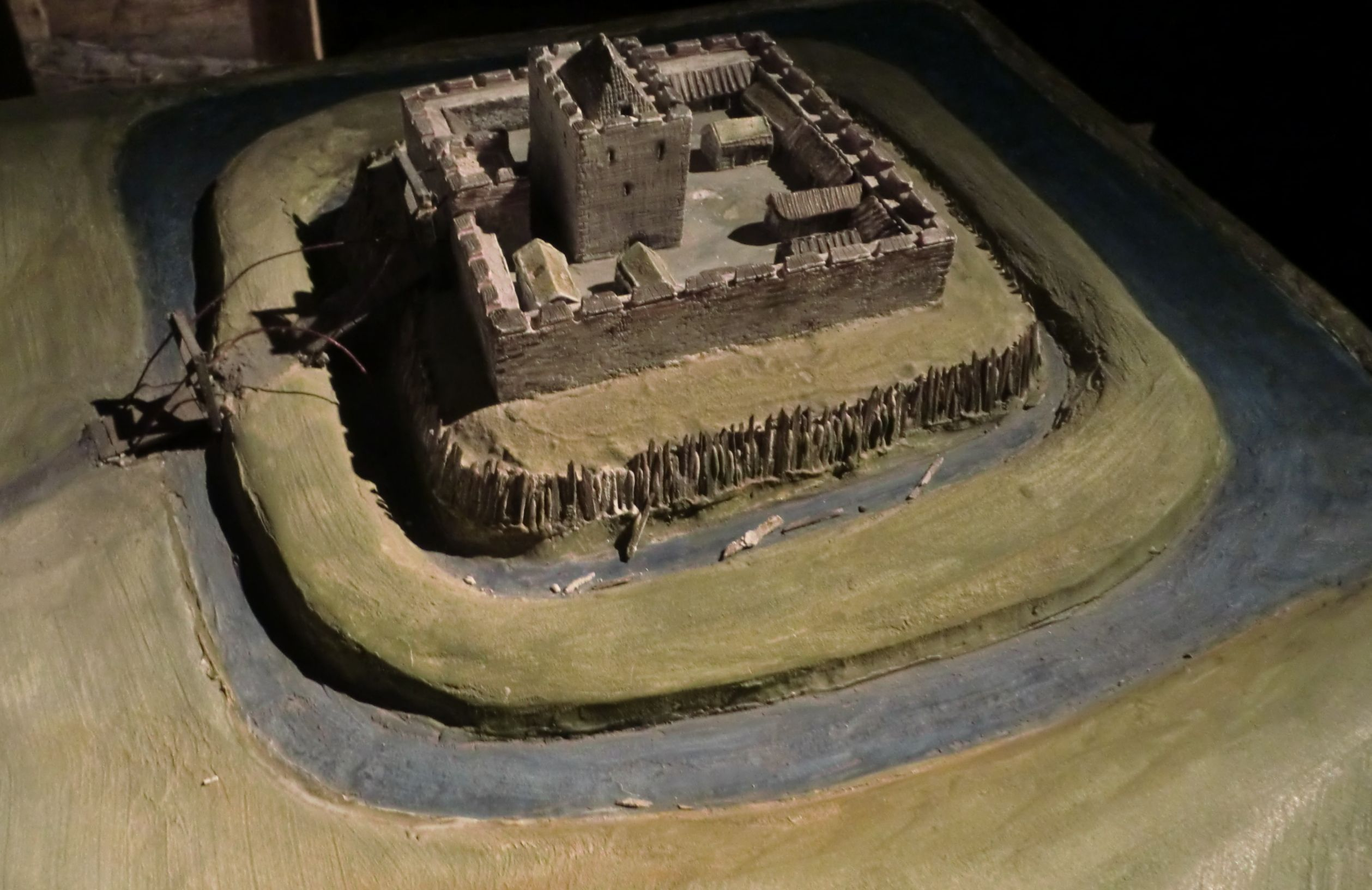
Modell av Gälakvist på Västergötlands Museum
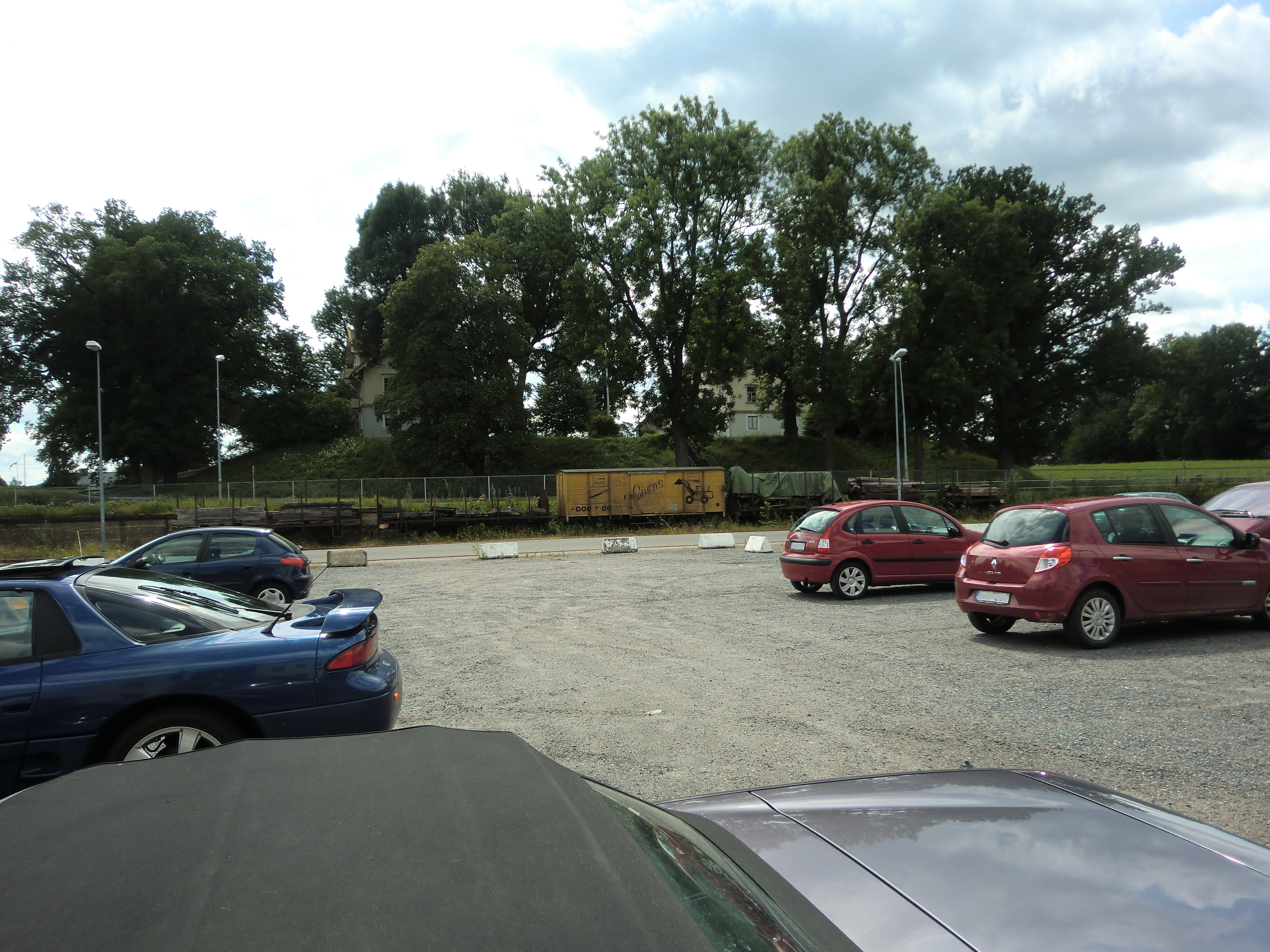
Rester av den konstgjorda borgkullen, motten, i nutida Skara